# Галушка, Надежда Николаевна
Надежда Николаевна Галушка (26 апреля 1933 года, Строинцы — 2002 год, Строинцы) — колхозница, Герой Социалистического Труда (1952).

## Биография
Родилась 26 апреля 1933 года в крестьянской семье в селе Строинцы. После Великой Отечественной войны вступила в колхоз имени Сталина. Позднее была назначена звеньевой полеводческого звена, которое выращивало кок-сагыз.
В 1951 году полеводческое звено под руководством Надежды Галушки собрало по 140,4 килограмм кок-сагыза с участка площади в 4 гектара. За этот доблестный труд она была удостоена в 1952 году звания Героя Социалистического Труда.
В 1952 году поступила в Черновицкую среднюю сельскохозяйственную школу подготовки руководящих кадров сельского хозяйства, которую закончила в 1955 году. Избиралась депутатом Черновицкого областного совета народных депутатов.

## Награды
- Герой Социалистического Труда — указом Президиума Верховного Совета СССР от 6 июня 1952 года;.
- Орден Ленина (1952);
- Орден Ленина (1956).